# Ospedale San Carlo Borromeo
L'Ospedale San Carlo Borromeo è un ospedale di Milano, sito nel settimo municipio, amministrativamente compreso dal 2016 nell'ASST Santi Paolo e Carlo assieme all'Ospedale San Paolo.

## Storia
Alla fine degli anni '50 l'Ospedale Maggiore decise di costruire un nuovo ospedale nell'area di Baggio, che entrò in funzione il 30 giugno 1966, pur venendo formalmente inaugurato il 14 ottobre 1967 da Aldo Moro.

## La chiesa
All'interno vi è una chiesa progettata da Giò Ponti, costruita tra il 1964 e il 1966, ufficialmente denominata "chiesa di Santa Maria Annunciata" col progetto di essere "un'arca dove Dio e l'uomo possono incontrarsi".